# Rue Croulebarbe
La rue Croulebarbe (ou rue de Croulebarbe) est une voie du 13e arrondissement de Paris située dans le quartier Croulebarbe.

## Situation et accès

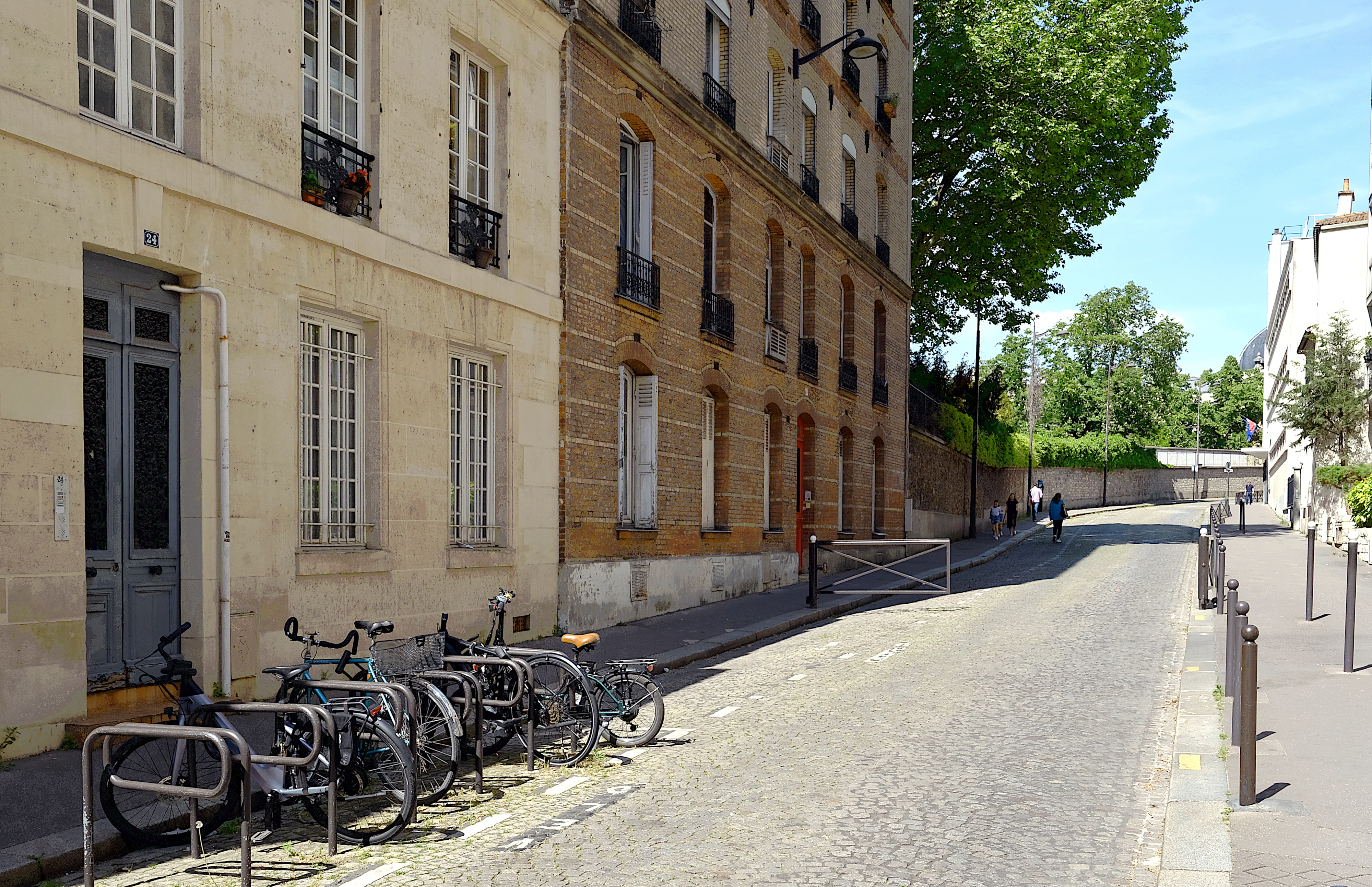
En direction de l'avenue des Gobelins.

La rue Croulebarbe est une voie publique située dans le 13e arrondissement de Paris. Elle commence 44, avenue des Gobelins et finit 57, rue Corvisart.
Elle est desservie par la ligne 7 à la station Les Gobelins et par la ligne 6 à la station Corvisart.

## Origine du nom

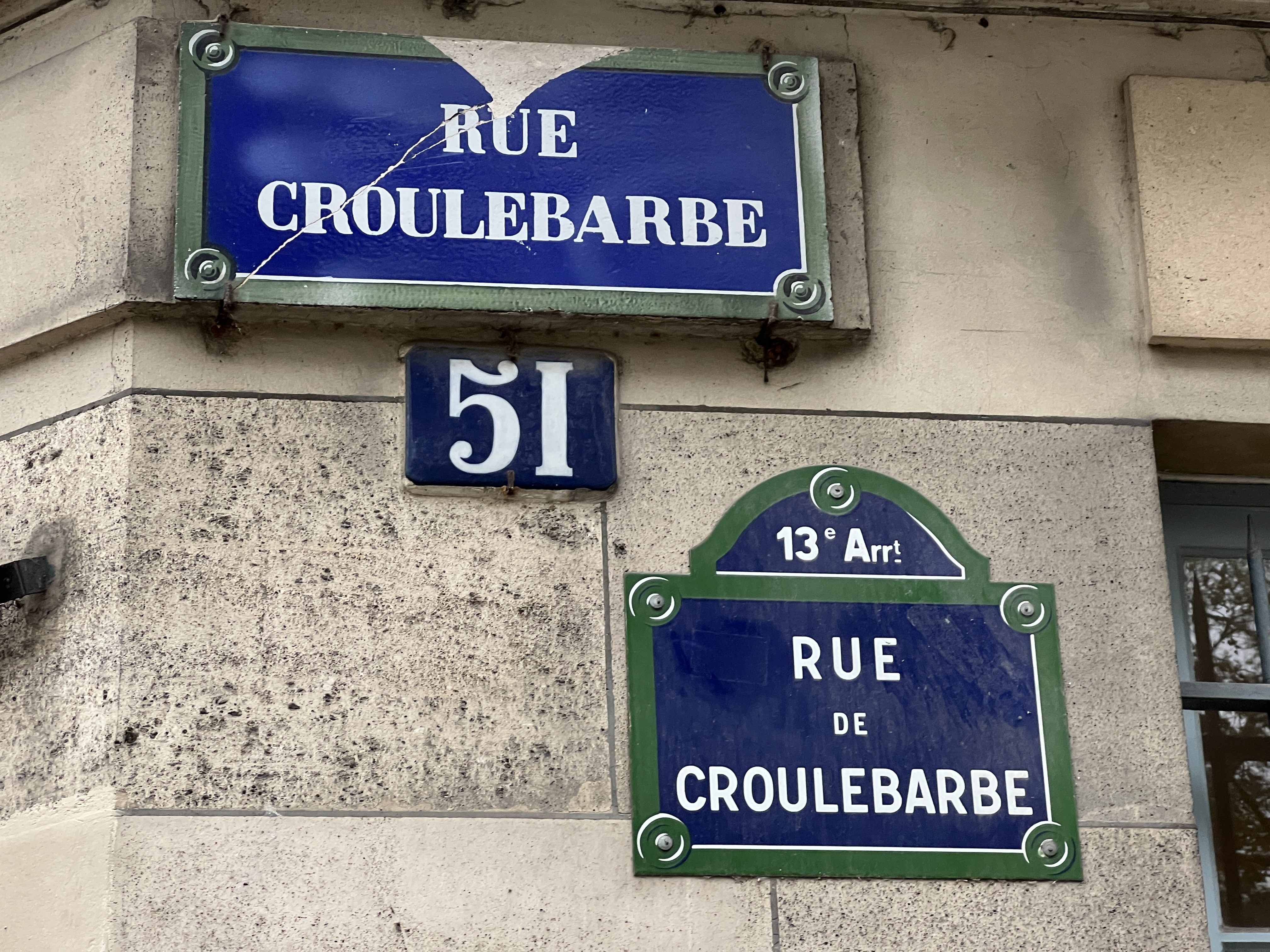
Les plaques de la voirie parisienne, en haut la plus ancienne, en bas la plus récente, montrant les appellations différentes.

La rue tient son nom de la famille Croulebarbe, et de son fondateur Jean de Croulebarbe, qui possédait au début du XIIIe siècle des vignes et des moulins à cet endroit sur la Bièvre et qui donna par la suite son nom au quartier. En ancien français, « crouler » signifie « brandir », « secouer ». Des moulins servant à actionner diverses mécaniques sont attestés jusqu'en 1840,.
On trouve des plaques avec « rue Croulebarbe » et avec « rue DE Croulebarbe ». Il semble que le nom officiel actuel soit celui avec la particule.

## Historique
Plusieurs titres de 1214 font mention du « moulin de Croulebarbe » sur la rivière de Bièvre et d'autres, en 1243, parlent des « vignes de Croulebarbe ». Il était situé à l’angle des rues actuelles Corvisart et Croulebarbe. Une délibération du Bureau de la Ville, en 1589, le nomme « moulin de Notre-Dame », car son enseigne représentait la Vierge. Ce moulin, qui existait encore en 1840, servait alors à faire mouvoir des mécaniques. Le quartier était en effet riche de tanneries, de teintureries ou encore de mégisserie. 

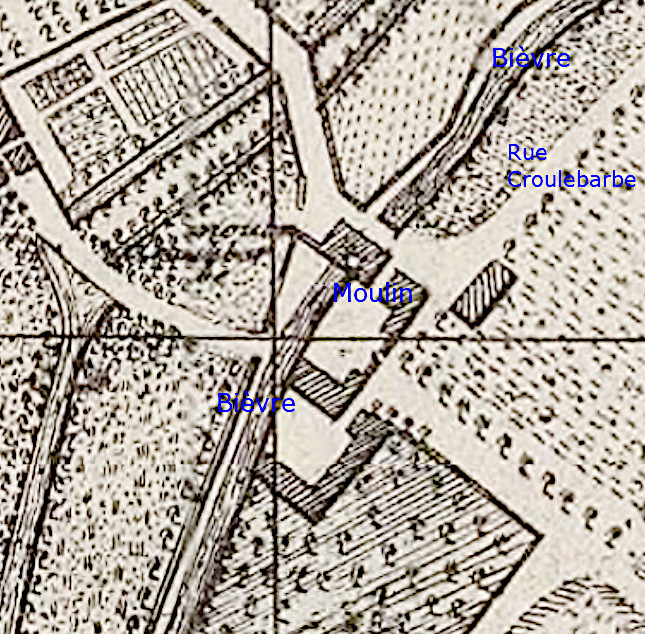
Le moulin en 1728 (plan de Jean Delagrive).
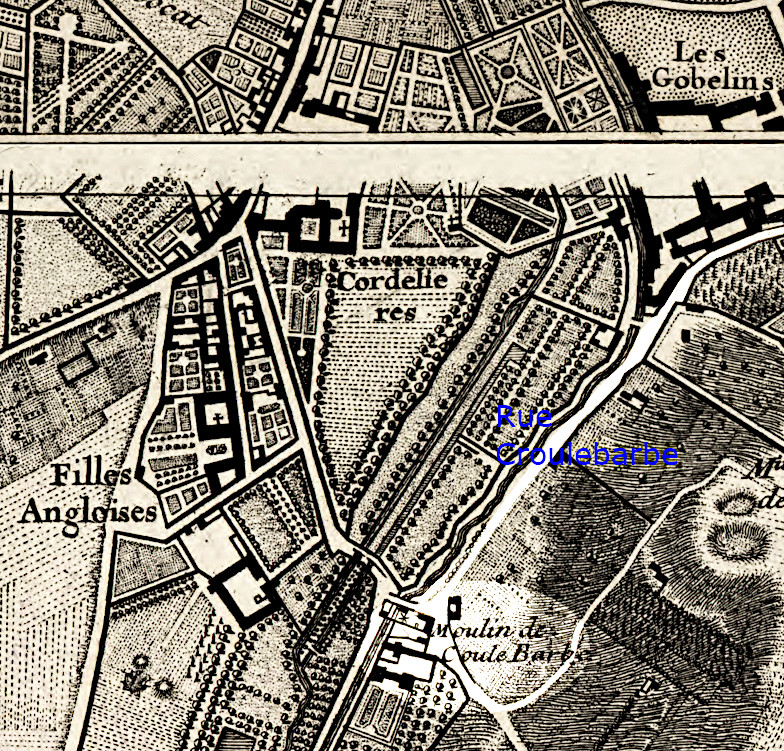
Le moulin « Coule Barbe » sur le plan de Roussel de 1730.
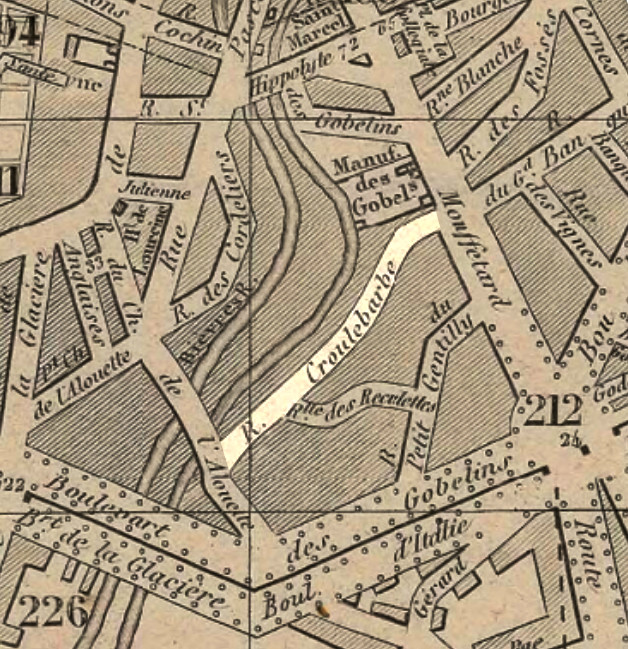
La rue Croulebarbe en 1857, avant la couverture de la Bièvre.

Elle est dès l'origine nommée « rue du Moulin-de-Croulebarbe » et située à proximité de la barrière de Croulebarbe.
C'est dans cette voie, le 25 mai 1827, qu'est assassinée Aimée Millot par Honoré Ulbach.
Une décision ministérielle du 10 juin 1819 et une ordonnance royale du 21 octobre 1846 fixent la largeur de cette voie publique à 10 m.

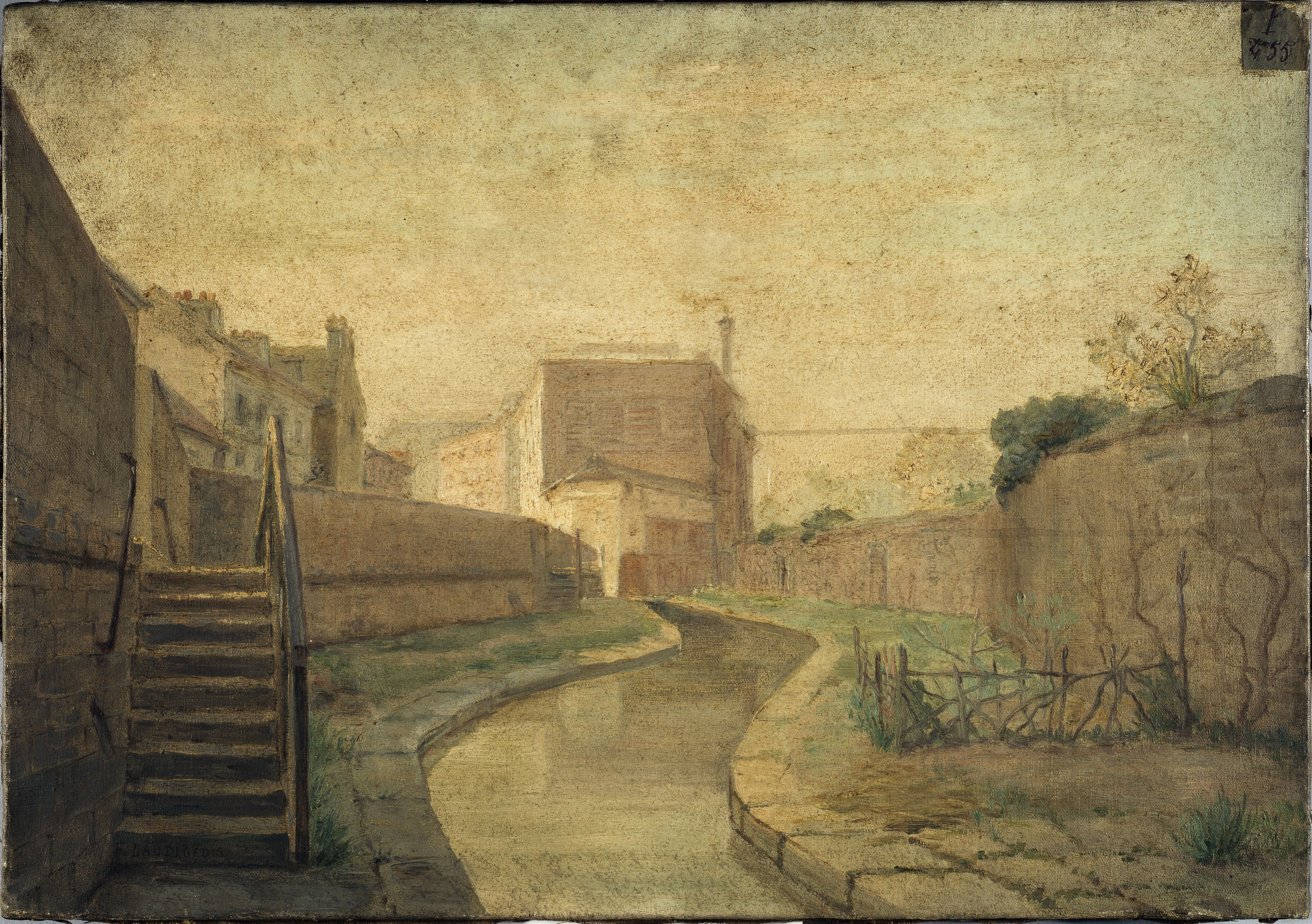
La Bièvre, rue Croulebarde (Ferdinand Laudigeois, 1890 - musée Carnavalet).
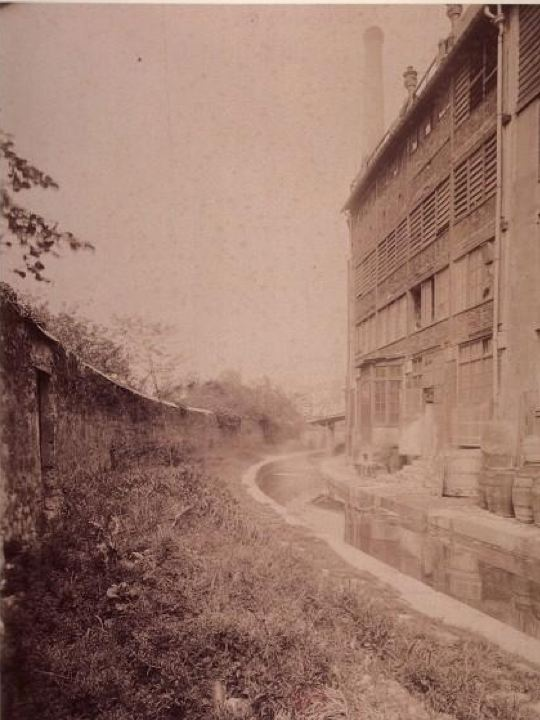
La rue et la Bièvre en 1900, photo d'Eugène Atget.
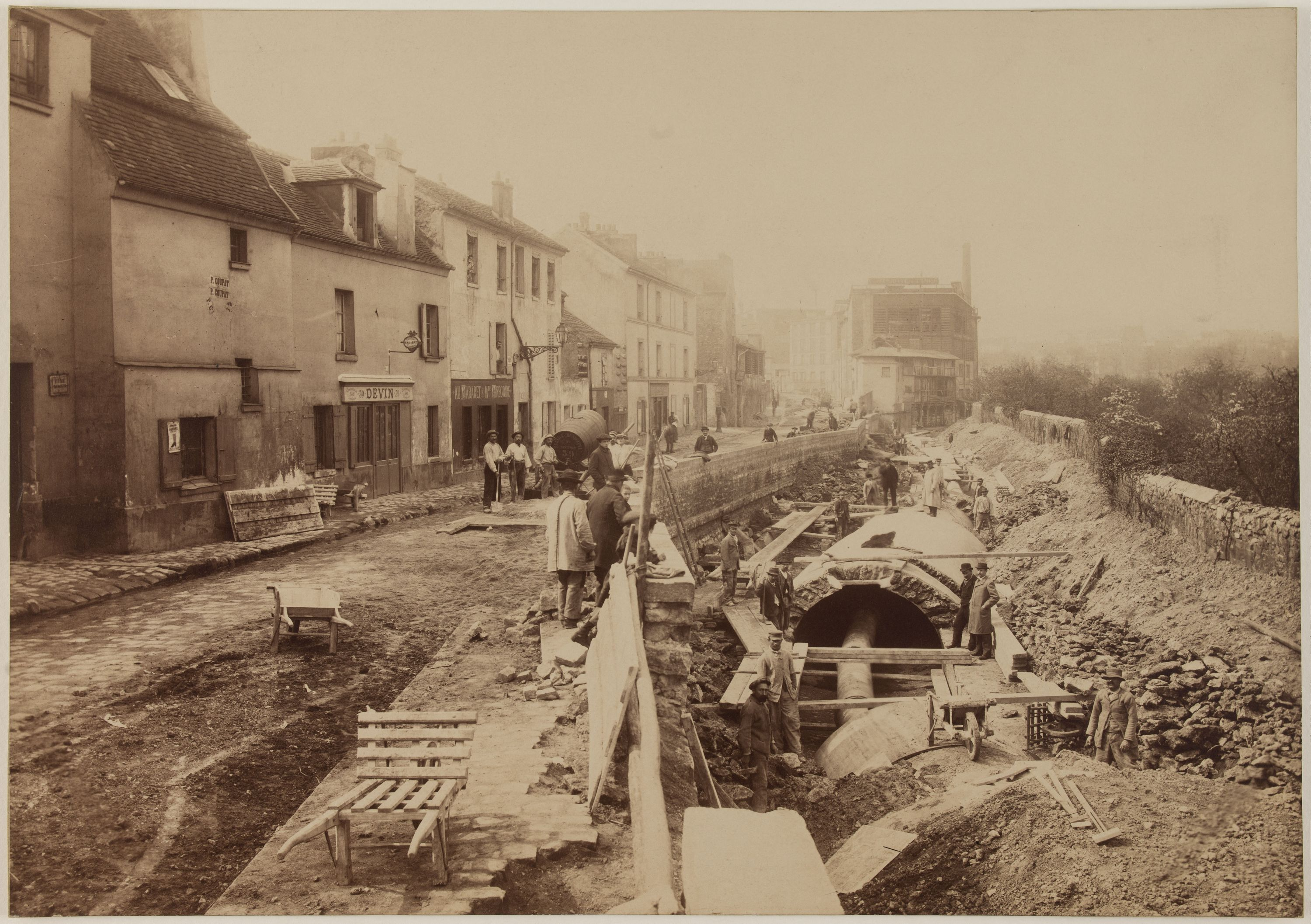
La couverture de la Bièvre en novembre 1896 (photographie d'Henri Émile Cimarosa Godefroy).

## Bâtiments remarquables et lieux de mémoire
- De nombreuses plaques, sur la partie basse de la rue, rappellent le cours de la Bièvre.

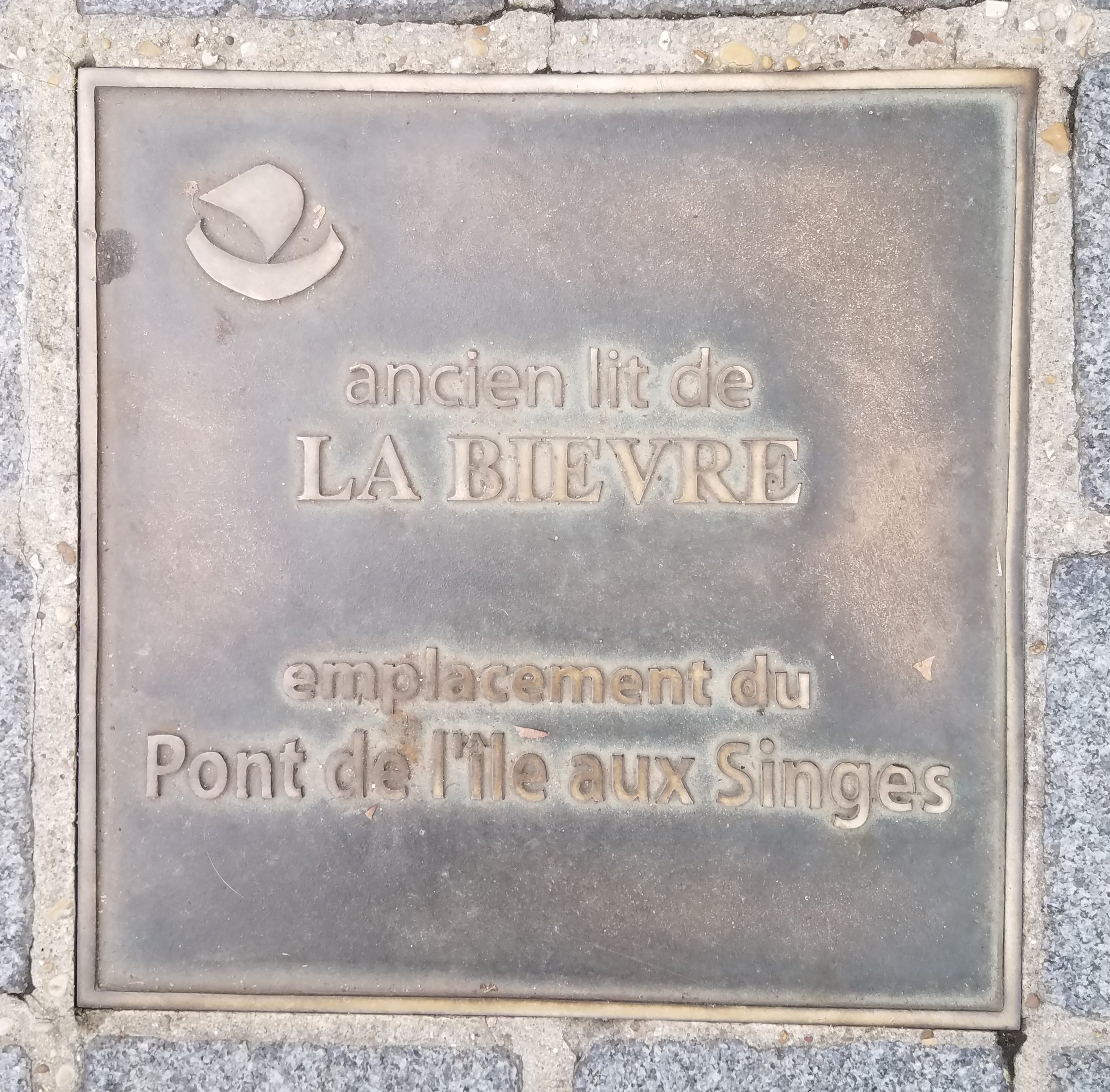
Plaque rappelant le cours de la Bièvre située à ce carrefour.
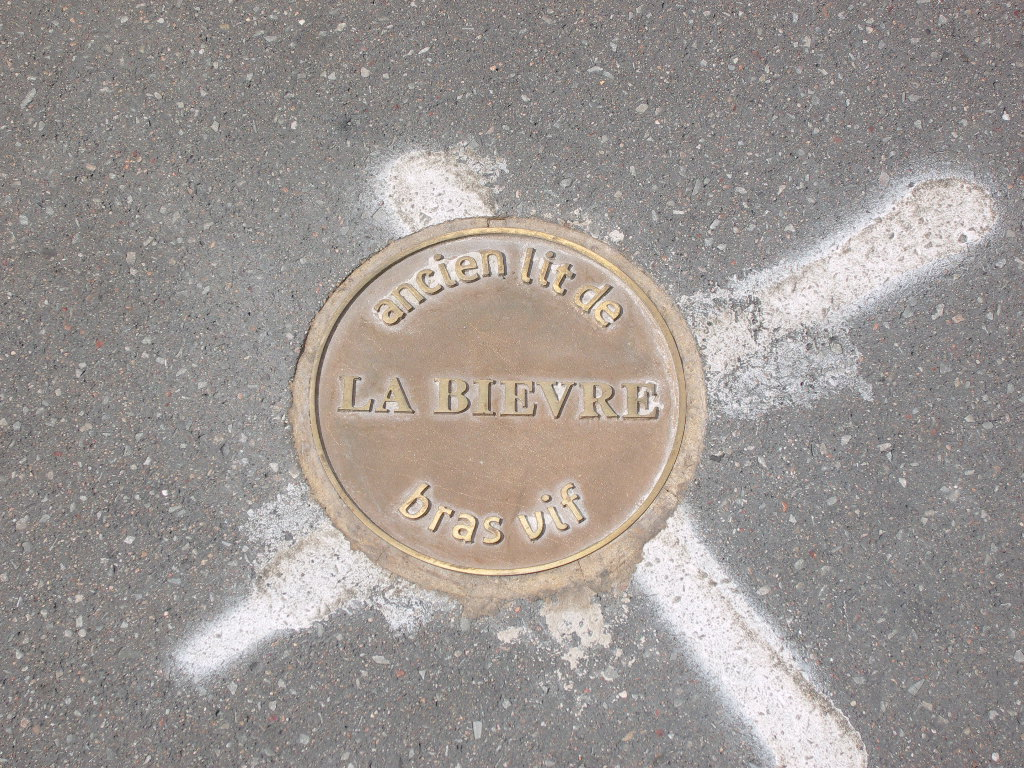
Treize médaillons de ce type ont été implantés sur le trottoir longeant le square René-le-Gall.
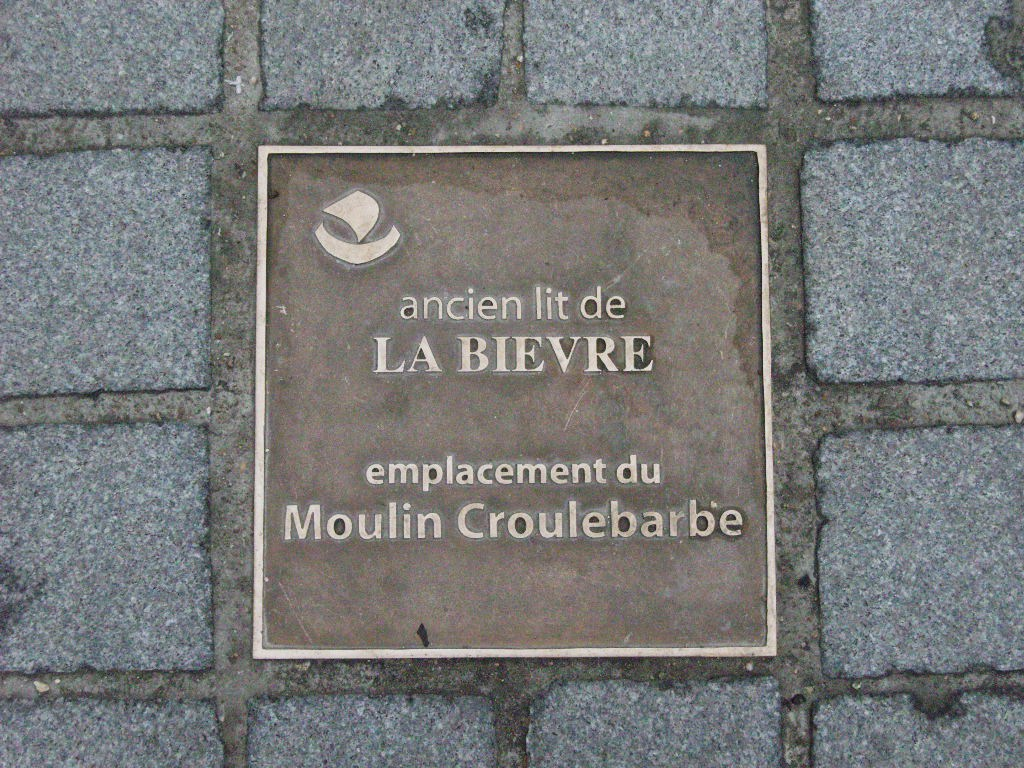
Plaque indiquant l'emplacement d'un ancien moulin et du lit de la Bièvre, située au carrefour avec la rue Corvisart.

- La manufacture des Gobelins, à l'angle de l'avenue des Gobelins.
- Le Mobilier national[3], à sa jonction avec la rue Berbier-du-Mets.
- Le square René-Le Gall sur toute sa longueur ouest. Ce square a été inauguré en 1938[3]. Le sculpteur Maurice Garnier y a créé des compositions associant silex, galets et coquillages, et représentant les quatre saisons et des oiseaux[3]. Un marronnier d'Inde de 1894 atteint les 18 mètres de hauteur[3].
- La place de la Bergère-d'Ivry, du nom d'Aimée Millot, dite la bergère d'Ivry, assassinée par son amoureux déçu le 25 mai 1827, au niveau de la place[3].
- Au no 11 : école maternelle[3].
- Aux nos 21-23 se trouvent l'Union des œnologues de France et le siège de la Revue française d'œnologie.
- Angle no 26 rue Croulebarbe, no 2 rue Berbier-du-Mets : « immeuble plat »[7] ; fresque.
- La tour Albert, au no 33, est classée aux monuments historiques en 1994[8].  C'est le premier gratte-ciel d’habitation de la capitale. Il a été construit par l’architecte Édouard Albert (1910-1968), fait 67 mètres de haut et comprend vingt-trois étages[3].
- Au no 41 : ancien cabaret de madame Grégoire, guinguette fréquentée par Hugo, Musset, Lamartine, Nerval… Béranger évoque le cabaret dans la chanson Madame Grégoire[9]. Actuellement, c'est une auberge.

N°26 : fresque.
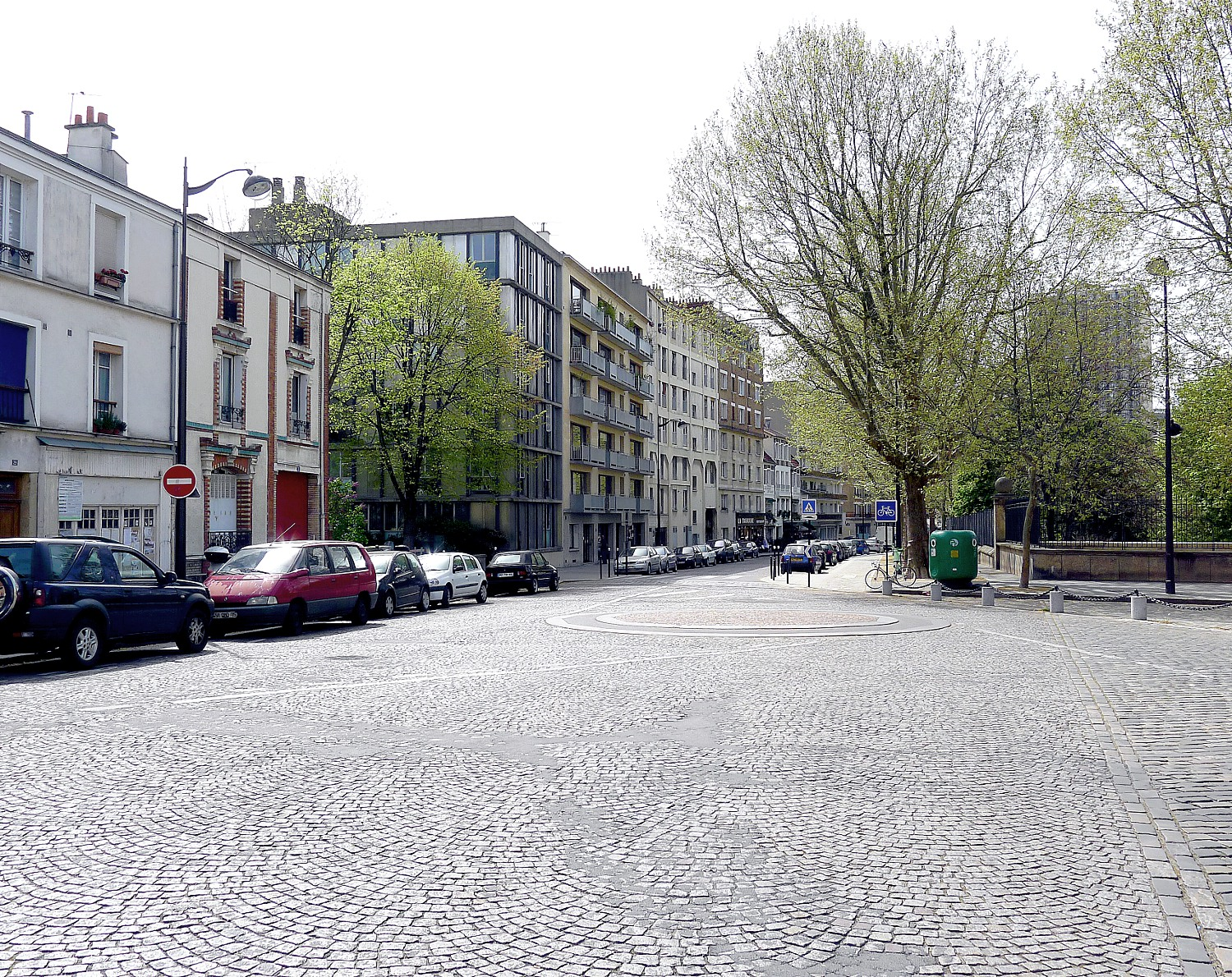
Carrefour avec la rue Berbier-du-Mets.
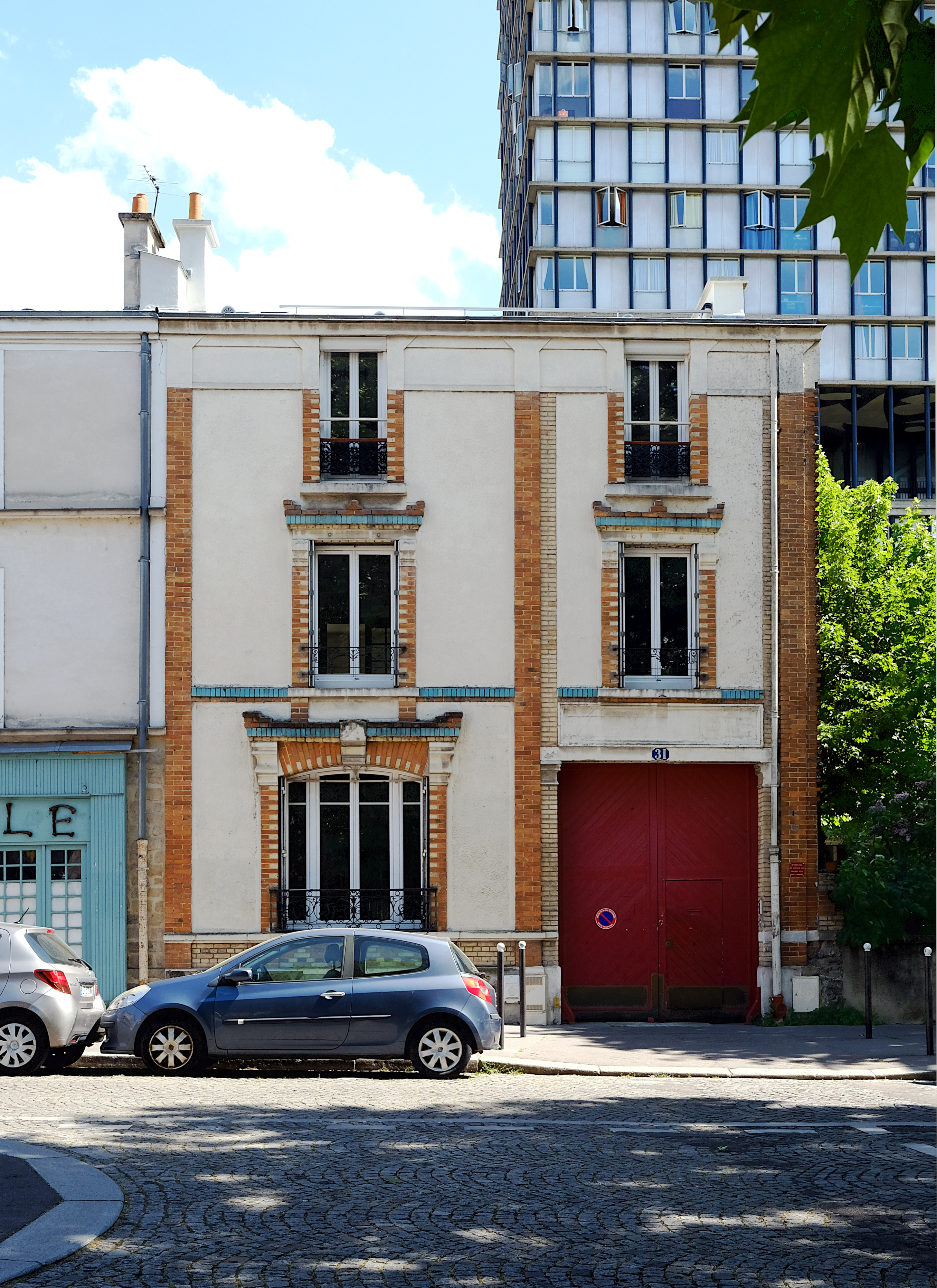
N°31 : maison de ville ; en arrière-plan, la tour Albert.
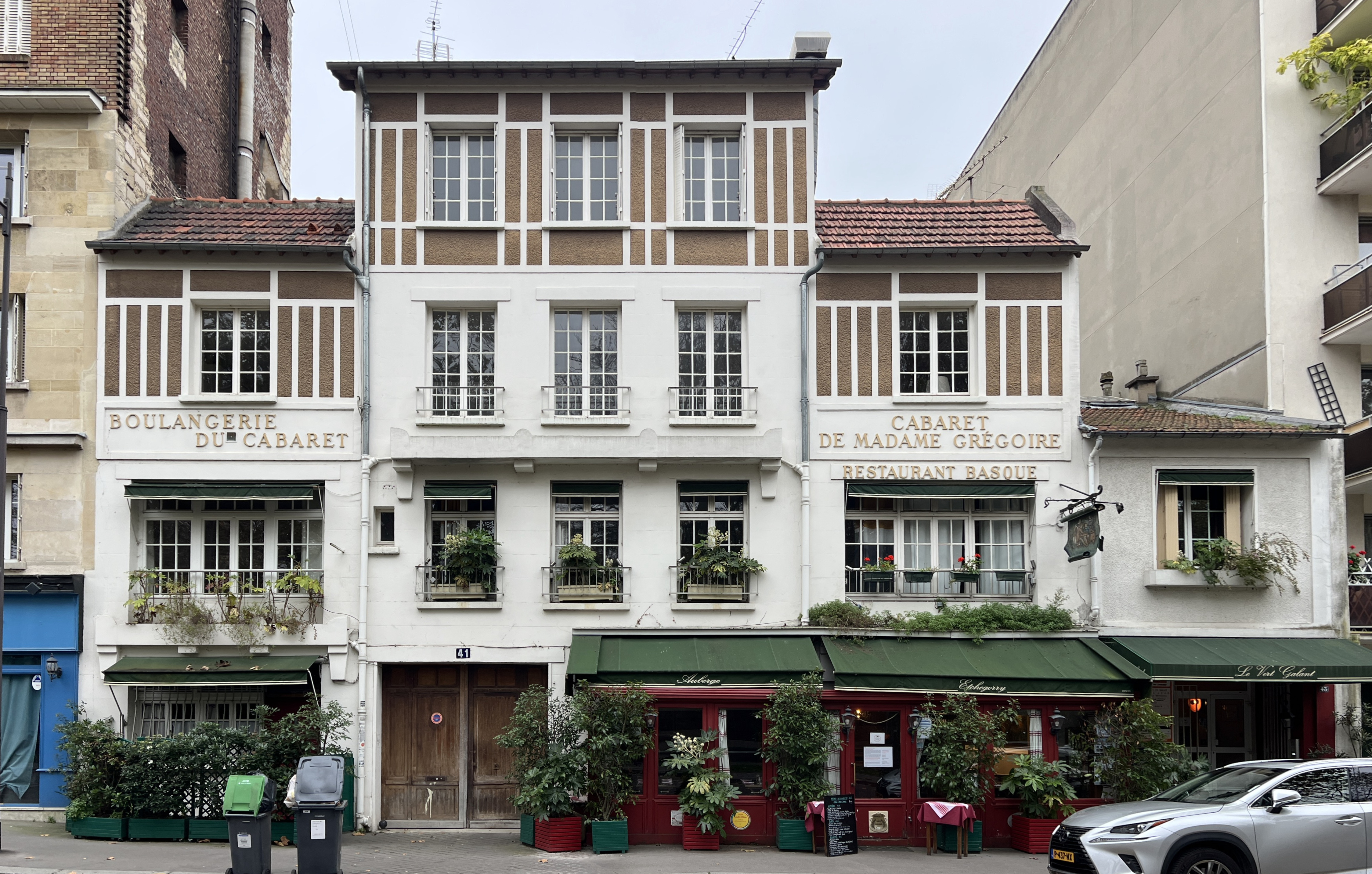
N°41 : ancien cabaret Madame de Grégoire.
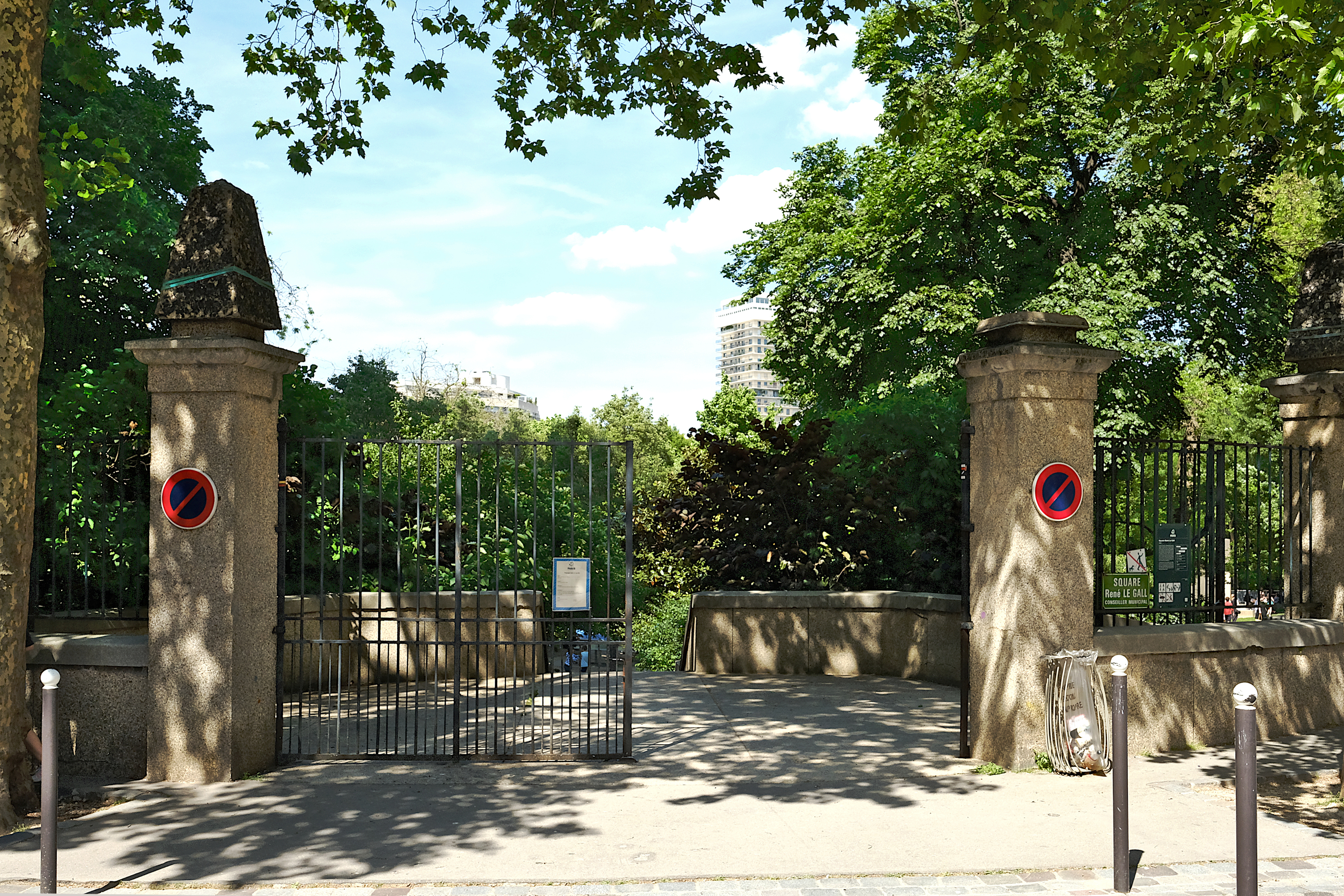
L'entrée au square René-Le-Gall, rue Croulebarbe.
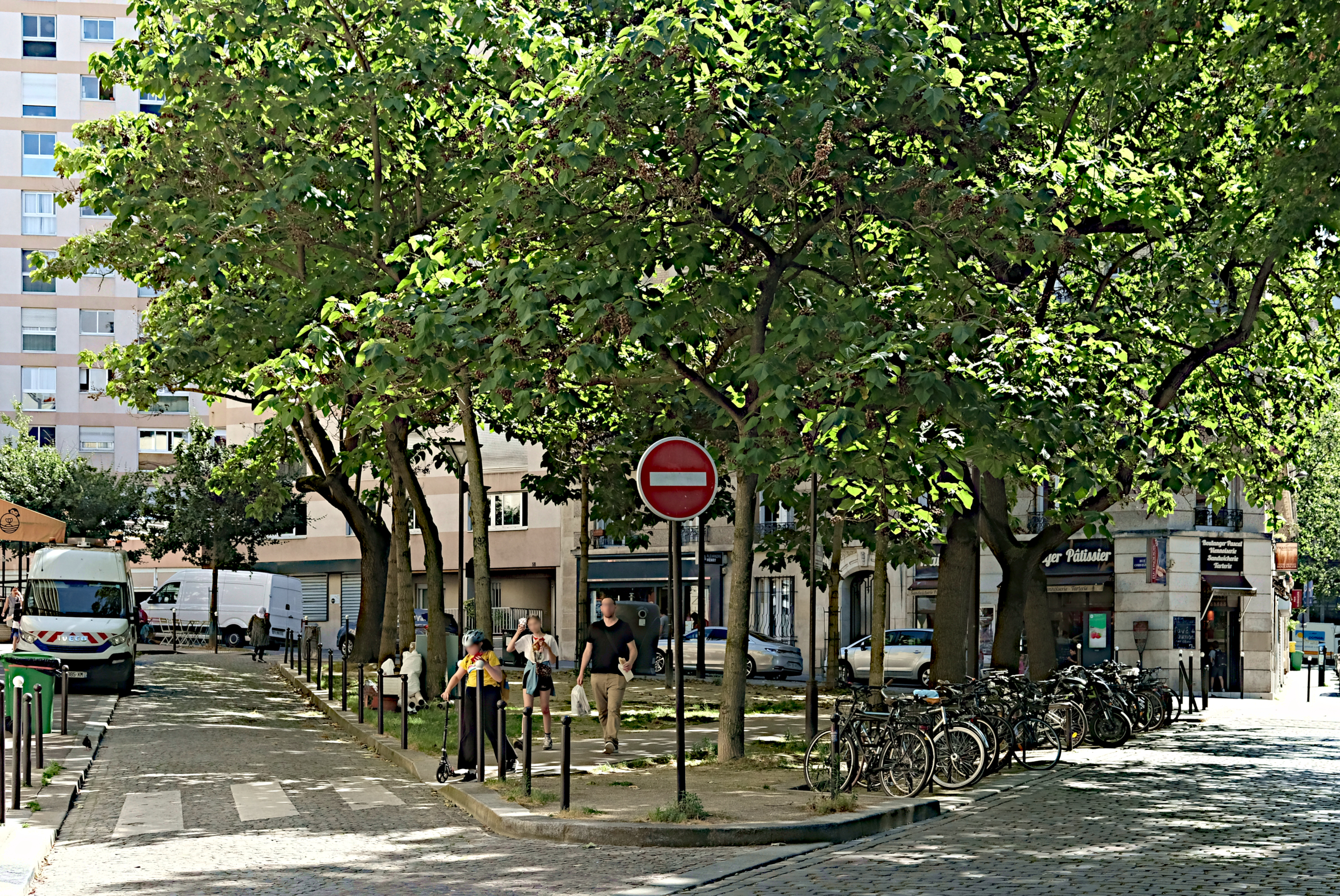
La place de la Bergère-d'Ivry en juin 2024, vue de la rue Croulebarbe.

## Pour approfondir